# 사토 다이
사토 다이(일본어: 佐藤 大, 1971년 8월 16일 ~ )는 일본의 전 축구 선수이다.

## 구단 경력
1990년 일본 사커 리그의 히타치(가시와 레이솔)에 입단했다. 1994년 재팬 풋볼 리그 준우승으로 J1리그로 승격했다. 2003년후 현역 은퇴.